# ألبرتو ناغل
ألبرتو ناغل (بالإيطالية: Alberto Nagel) هو مدير إيطالي، ولد في 7 يونيو 1965 في ميلانو في إيطاليا.